# Buszkowice (Basses-Carpates)
Pour les articles homonymes, voir Buszkowice.
Buszkowice est une localité polonaise de la gmina de Żurawica, située dans le powiat de Przemyśl en voïvodie des Basses-Carpates.